# Guadaña

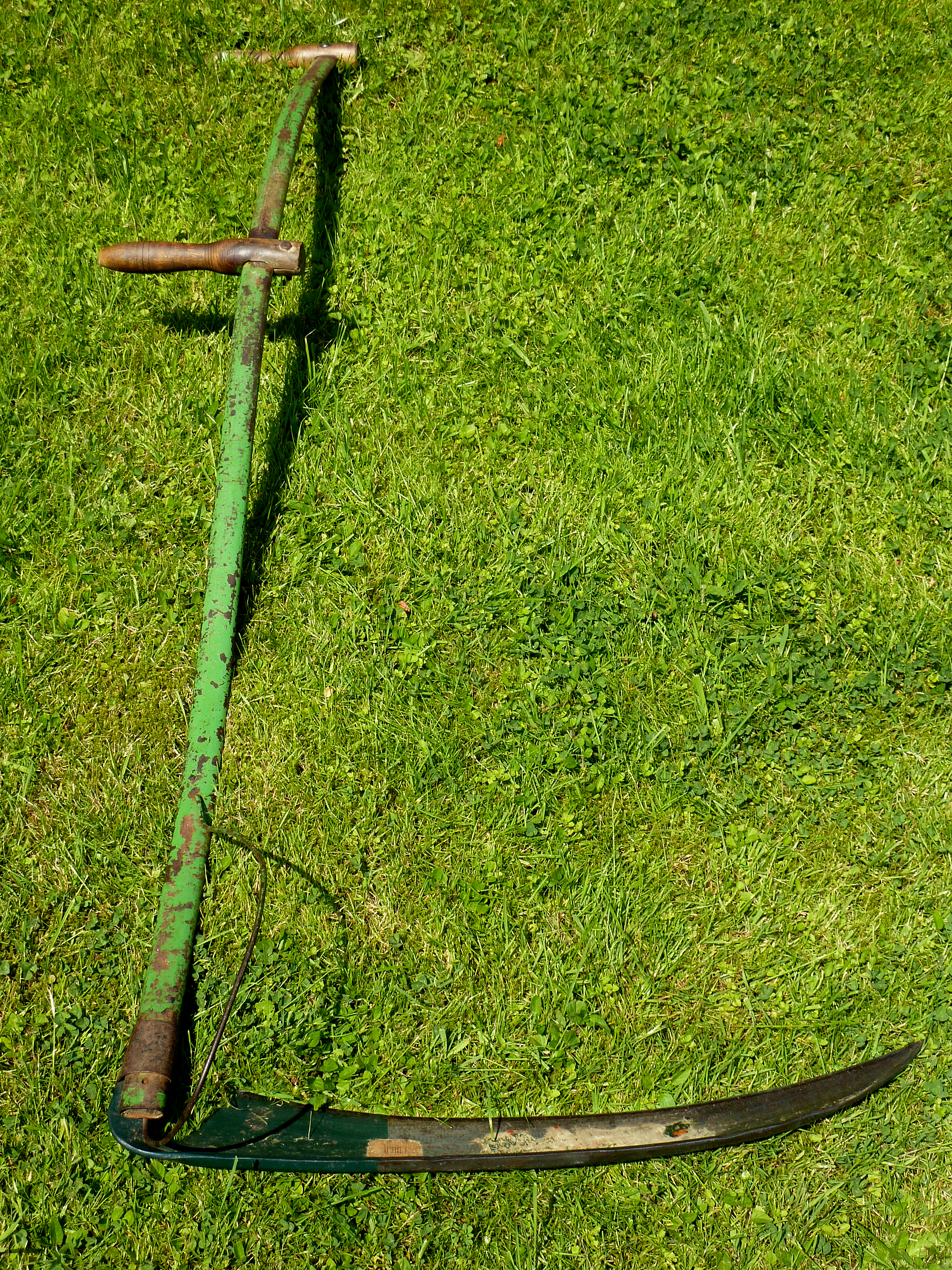
Guadaña.

La guadaña, dalle o dalla es una herramienta agrícola compuesta de una cuchilla curva insertada en un palo normalmente rígido, usada para segar hierba, forraje para el ganado o cereales. Se maneja con ambas manos, a diferencia de la hoz, que se maneja con una.
Una guadaña consiste en un mango de unos 170 centímetros de largo, tradicionalmente de madera, pero ahora a veces de metal. Los mangos sencillos son rectos con tomas o agarres desplazadas. Otros tienen una curva en "S" o se doblan con vapor en tres dimensiones para colocar las tomas en una configuración ergonómica, pero cerca de la hoja. El mango tiene uno o dos agarres cortos en ángulo recto, normalmente uno cerca del extremo superior y siempre otro más o menos en el centro. Los agarres suelen ser ajustables para adaptarse al usuario. En el extremo inferior se monta una hoja curva de acero de entre 60 y 90 centímetros de longitud a 90°, o menos, con respecto a la guadaña. Las guadañas casi siempre tienen la cuchilla sobresaliendo del lado izquierdo del caracol, cuando están en uso, con el filo hacia el segador. Se fabrican guadañas para zurdos, pero no pueden utilizarse junto con guadañas para diestros, ya que el segador zurdo segaría en sentido contrario y no podría segar en equipo. 

## Historia

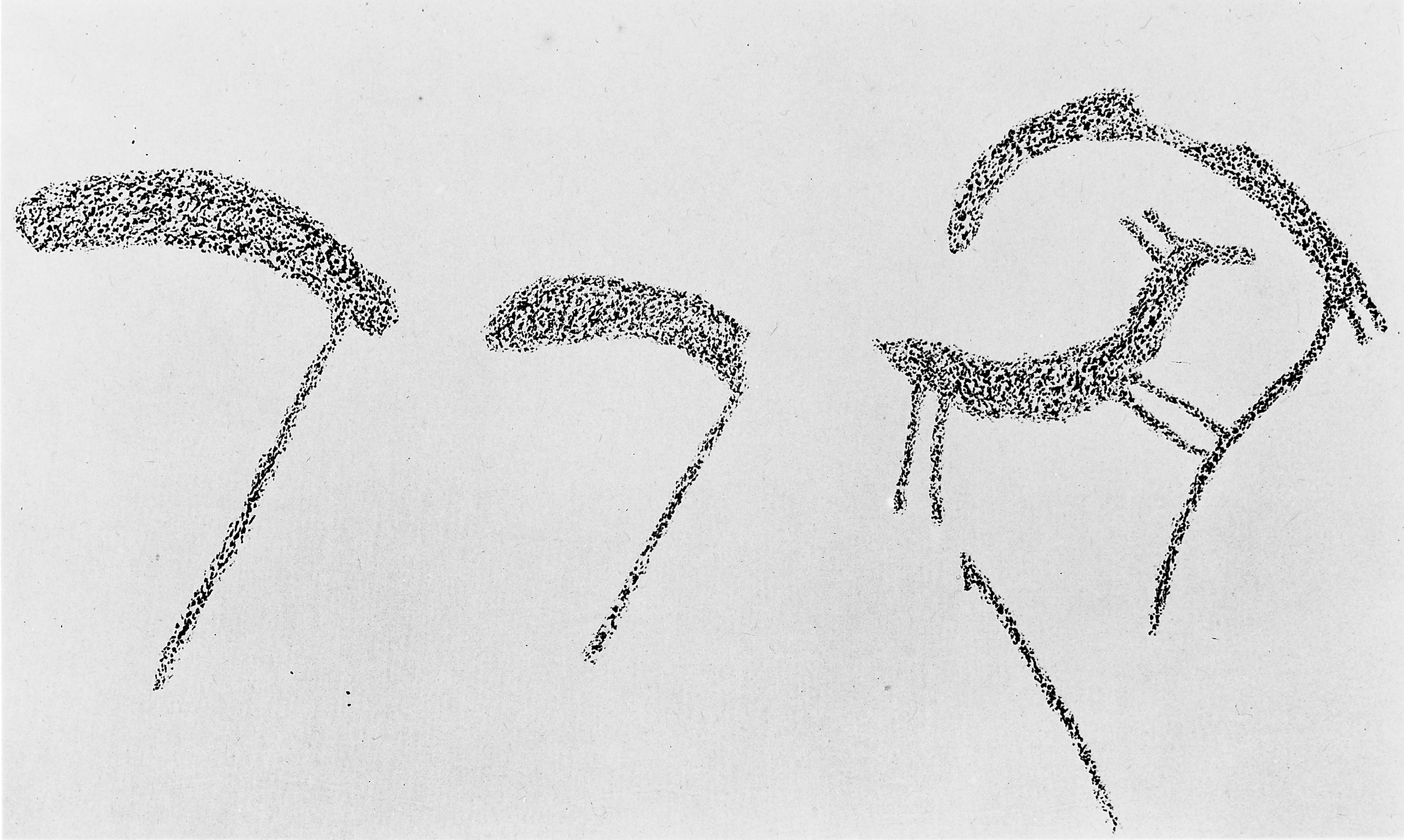
Neolítico grabado rupestre con guadañas, Noruega.

Las guadañas pueden remontarse a c. 5000 a. C.; parece que se utilizaron desde los asentamientos de la Cucuteni-Trypillia, generalizándose con el desarrollo de la agricultura. Inicialmente utilizada sobre todo para segar el heno, en el siglo XVI había sustituido a la hoz para segar las cosechas, ya que la guadaña era mejor ergonómicamente y, en consecuencia, más eficiente. Alrededor de 1800 la cuna para grano se añadía en ocasiones a la guadaña convencional cuando se segaba el grano; la cuna era un añadido de ligeros dedos de madera por encima de la hoja de la guadaña que mantenía los tallos del grano alineados y las cabezas juntas para facilitar la recogida y el trillado. En el mundo desarrollado, la guadaña ha sido sustituida en gran medida por el cortacésped motorizado y la cosechadora.  Sin embargo, la guadaña siguió siendo de uso común durante muchos años después de la introducción de las máquinas porque una segadora de barra lateral – ya fuera tirada por un caballo o un tractor – no podía segar delante de sí misma, y las guadañas seguían siendo necesarias para abrir un prado limpiando la primera hilera para dar espacio a la segadora mecánica para arrancar.

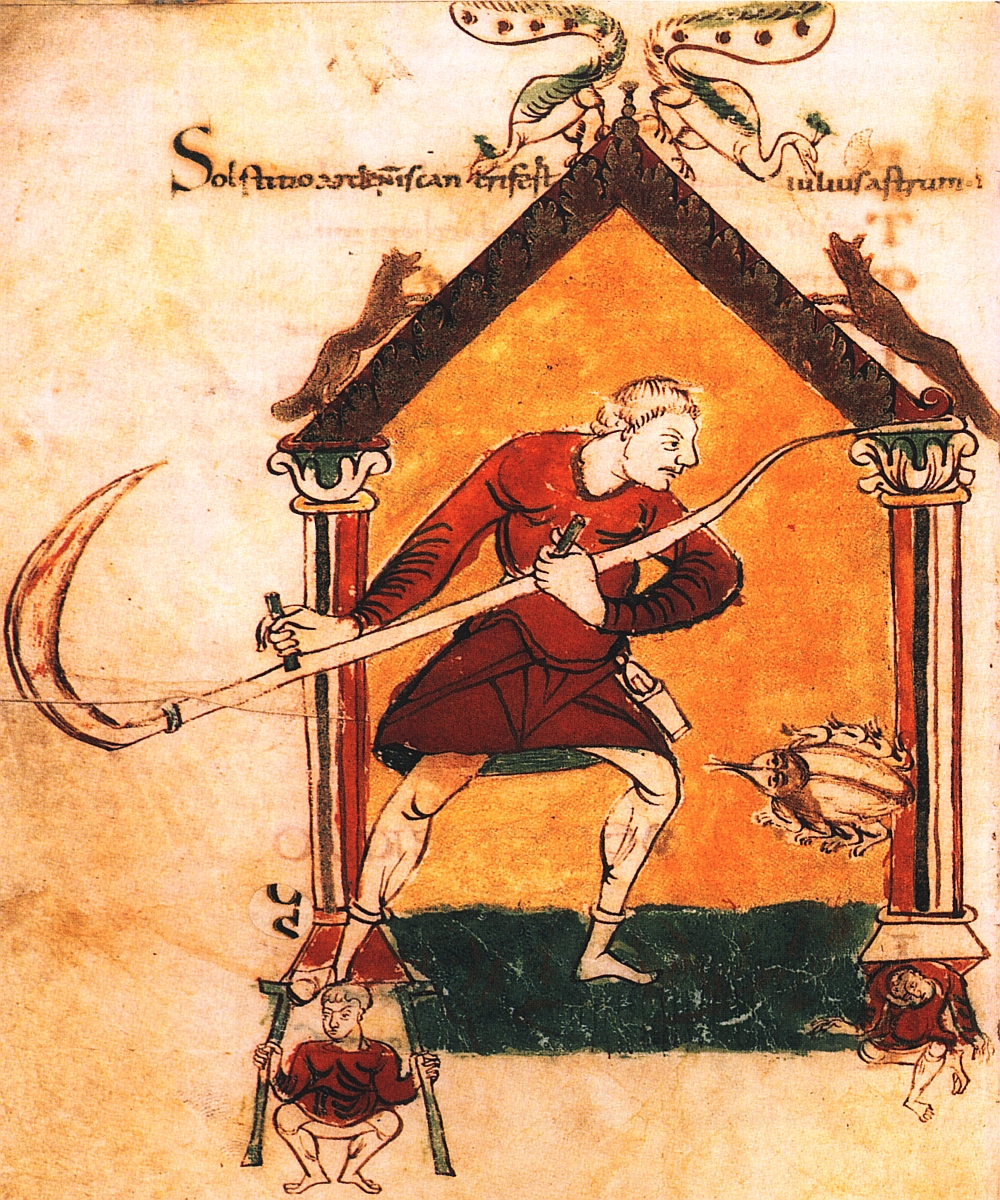
Campesino alemán con guadaña del año 850.

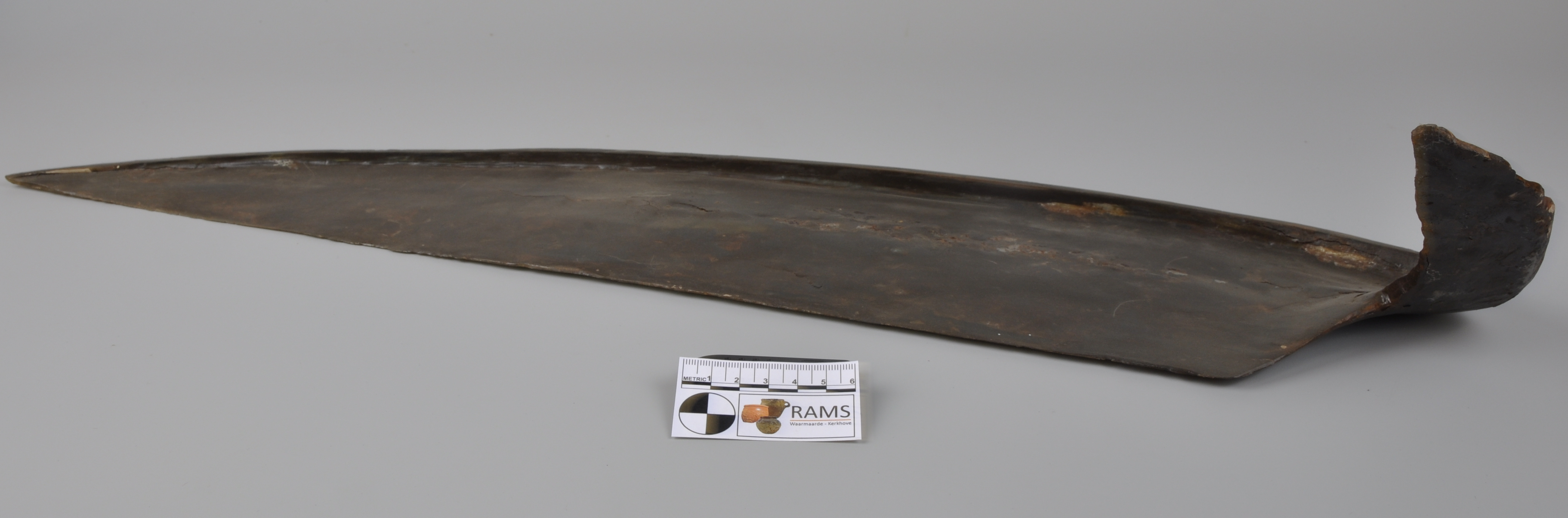
Hoja de guadaña de la Edad Media temprana del yacimiento merovingio de Kerkhove-Kouter en Bélgica (número de colección: RAMS00393).

El Diccionario de Antigüedades Griegas y Romanas de Sir William Smith sostiene que la guadaña, conocida en latín como falx foenaria en contraposición a la hoz, la falx messoria, era utilizada por los antiguos romanos. Según la antigua mitología griega, Gea – la diosa griega y madre de los Titanes – le dio una hoz hecha del metal más fuerte a su hijo menor Kronos, que también es el menor de los Titanes y dios de la cosecha, para vengarse de su marido Ouranos por torturar a sus hijos mayores. La Parca se representa a menudo portando o blandiendo una guadaña. Según Jack Herer y Flesh of The Gods (Emboden, W. A. Jr., Praeger Press, Nueva York, 1974), los antiguos escitas cultivaban cáñamo y lo cosechaban con una segadora manual que se consideraría una guadaña.
El caserío industrial de Abbeydale en Sheffield, Inglaterra, es un museo de una fábrica de guadañas que estuvo en funcionamiento desde finales del siglo XVIII hasta la década de 1930. Esto formaba parte del antiguo distrito de fabricación de guadañas del norte de Derbyshire, que se extendía hasta Eckington. Otros distritos ingleses de fabricación de guadañas incluyen el de los alrededores de Belbroughton.

## Ámbito y uso

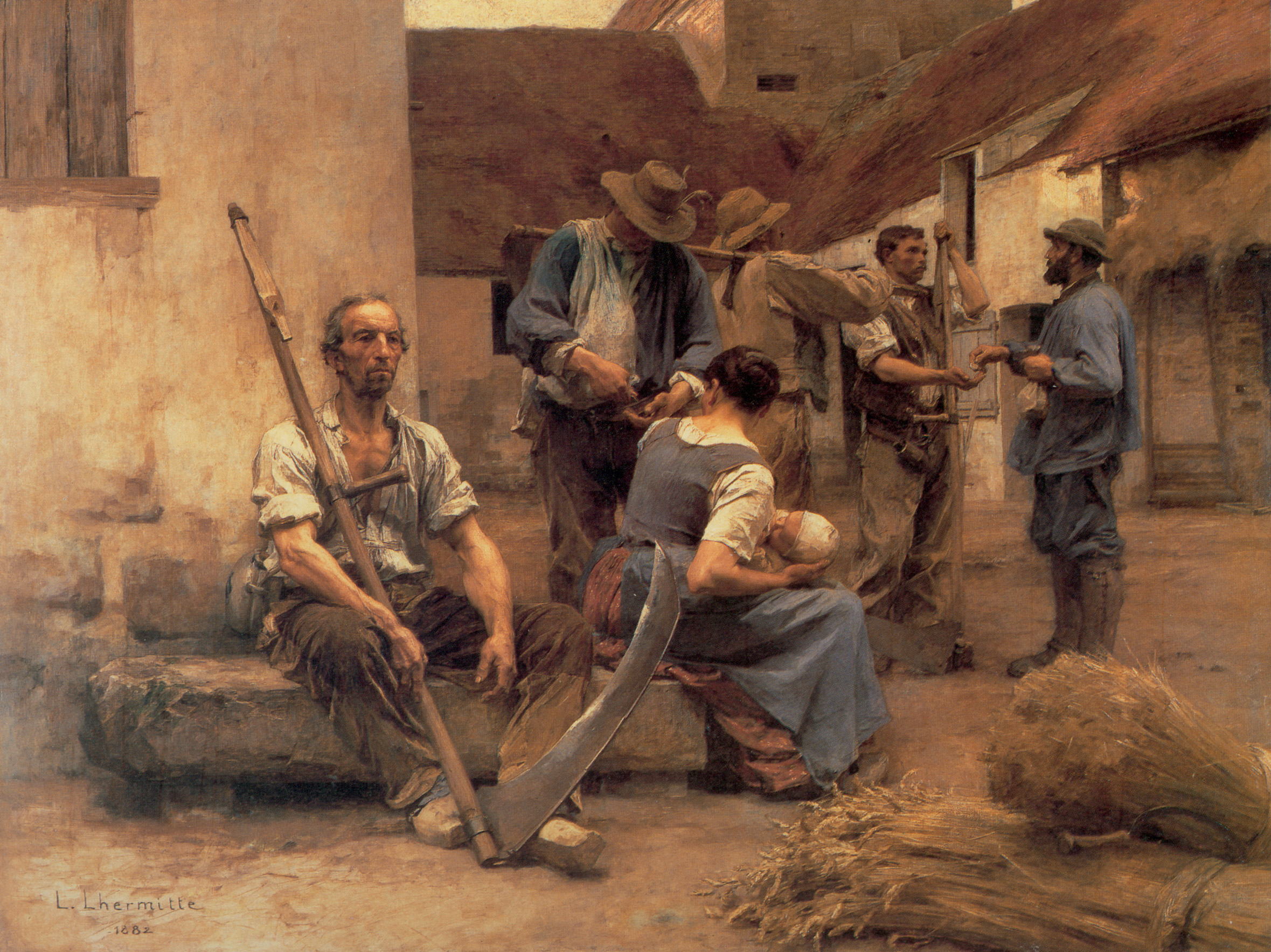
Campesinos tomando descanso después de la jornada. La Paye des moissonneurs. Léon Augustin Lhermitte (1882), musée d'Orsay, Paris.

La llegada de los medios mecánicos la ha llevado al desuso en los países desarrollados, aunque sobrevive por tradición en muchas zonas rurales y se realizan campeonatos recreativos de siega, por ejemplo en el norte de España. En el Canadá y los Estados Unidos es más usada y en Latinoamérica se conoce muy poco ya que se usa sobre todo el machete, no así su uso en los países asiáticos y europeos del oriente donde se le da mucha importancia a su uso especialmente en los campesinos de lugares muy montañosos. En la India ahora tiene un gran auge ya que el uso de mecanizada está designada para las grandes compañías comerciales.[cita requerida]

## Diseño

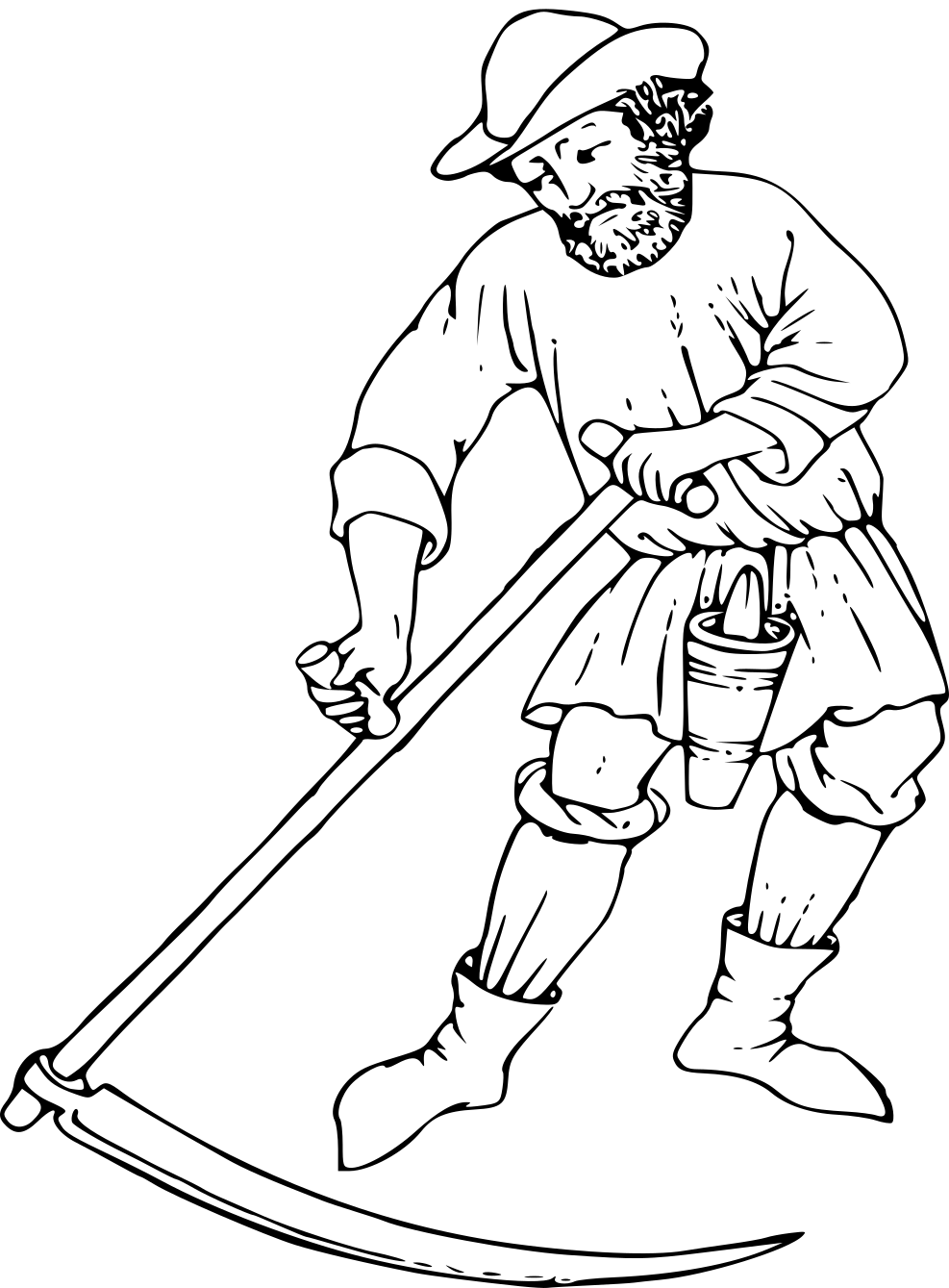
Dibujo de un campesino medieval usando la guadaña.

Este instrumento requiere un diseño elaborado para que su empleo produzca buenos resultados. La guadaña se compone de una cuchilla y un mango. La cuchilla tiene forma de arco de gran radio, que se prolonga en punta por la extremidad libre. Suele ser de acero, más por su resistencia que por su maleabilidad. Se consideran en esta lámina tres partes:
- El corte;
- El lomo o canto;
- El talón: está algo encorvado en un ángulo aproximado de unos 35 grados y termina en un gancho que se enlaza a una anilla del propio mango, quedando de esta manera firmemente bien sujetada.

El mango es de madera y hacia la mitad de su longitud previo análisis del tamaño del operario lleva un agarradero que el operario sujeta con la mano derecha o izquierda llamado astil. En la anilla que sirve para sujetar la cuchilla se colocan cuñas de madera o correas para aumentar o disminuir la apertura del ángulo formado por la cuchilla. 
Las guadañas tienen todas la misma forma general. Las diferencias entre ellas dependen de la curvatura de la cuchilla y de la disposición del astil. En España, es más habitual la guadaña de mango recto, si bien no dejan de emplearse en muchas comarcas las de mango curvo, las cuales son de un gran uso en los Estados Unidos donde ahora se fabrican en aluminio y madera. Sus dimensiones varían de 120 a 180 centímetros de largo y 80 o 92 centímetros de lámina y las hay de 40 centímetros las cuales tienen un uso para el corte de la caña de azúcar y corte en áreas muy reducidas, siendo unos 10 centímetros la anchura de la cuchilla en el lugar de engarce o sujeción.

## Manejo

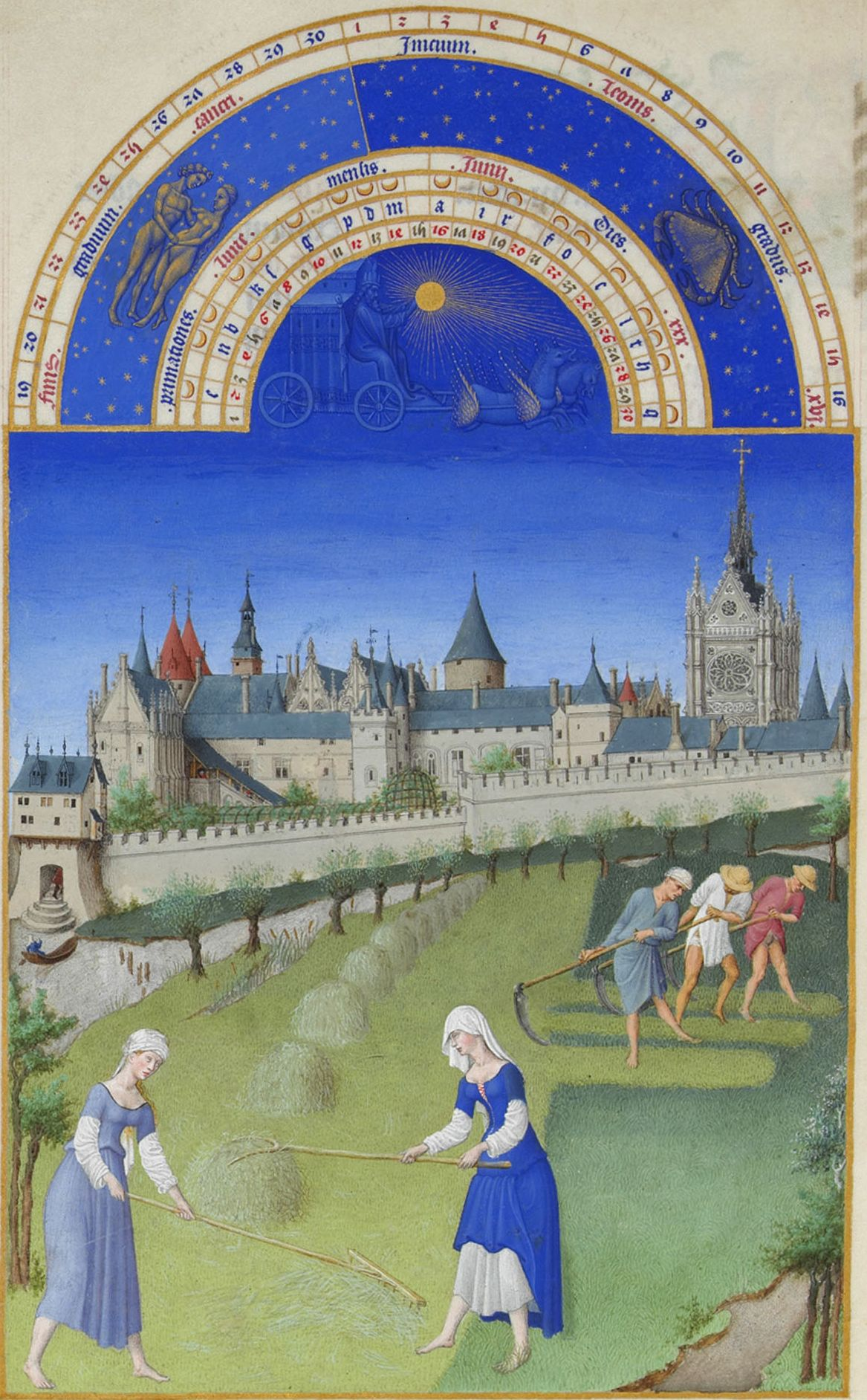
Faenas agrícolas del mes de junio, ilustración de Las muy ricas horas del Duque de Berry (1411-1416). En la imagen se observan algunas labores realizadas por campesinos, entre ellas la siega con guadaña.

El guadañador debe mover el útil y su cuerpo a como se puede ver en el dibujo de la derecha de esta página (dibujo de un campesino medieval usando la guadaña), trazando arcos de derecha a izquierda o viceversa esto dependiendo de su habilidad en el uso de sus manos o si es ambidiestro y  produciendo a cada golpe el corte de una faja de hierba o de mies que queda depositada en el lado izquierdo o derecho formando una especie de andén. Los resultados del trabajo dependen de la faena y la habilidad del segador, siendo posible llegar a segar al día de 30 a 35 áreas de pradera y hasta 50 de trigo y otros cereales, siempre que las condiciones del terreno faciliten la tarea.

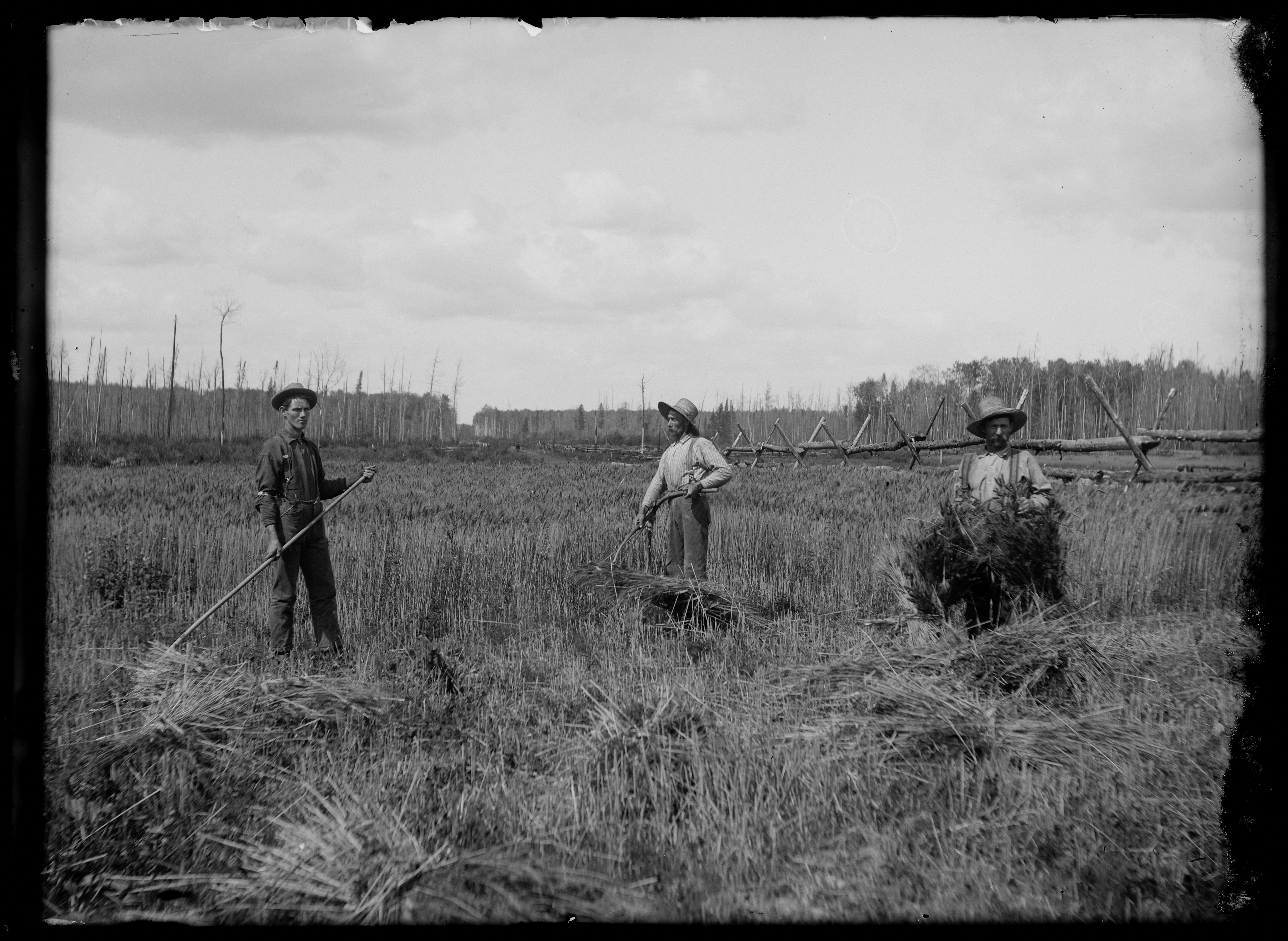
Hombres trabajando en un campo cerca de Fort Frances, entre 1900 y 1909.

El cortacésped se mueve a lo largo del borde de corte con la hierba sin cortar a la derecha y la hierba cortada colocada en una fila ordenada a la izquierda, en el terreno previamente cortado. El corte puede ser realizado por un equipo de guadañas, generalmente comenzando en los bordes de un prado, luego avanzando en el sentido de las agujas del reloj y terminando en el medio. Cortar el césped es más fácil cuando está húmedo, por lo que históricamente la producción de heno comenzaba al amanecer y, a menudo, se detenía temprano, el calor del día se pasaba rastrillando y acarreando el heno cortado en días anteriores o martillando las cuchillas.
Las guadañas están diseñadas para diferentes tareas. Una hoja larga y delgada de 90 a 100 centímetros es más eficiente para cortar pasto o trigo, mientras que una guadaña más corta y robusta de 60 a 70 centímetros es más apropiada para desbrozar malas hierbas, cortar junco o ciperáceas y se puede utilizar con la hoja bajo el agua para limpiar zanjas y cursos de agua. Se utilizaron cortacéspedes hábiles que usaban guadañas de hoja larga muy afiladas para mantener el césped corto hasta la invención del cortacésped. Muchas culturas han usado una variedad de 'cunas' para atrapar y cortar diferentes tipos de tallos de granos, manteniendo las cabezas de las semillas alineadas y colocándolas de manera ordenada para que sean más fáciles de gavillar y aventar.
Cortar el césped con una guadaña es una tarea hábil que requiere tiempo para aprenderla por completo. Las guadañas de hoja larga, típicamente son de alrededor 90 centímetros (como en el ejemplo a continuación) y adecuados para segar hierba o trigo, son más difíciles de usar al principio; en consecuencia, los principiantes suelen empezar con palas más cortas, generalmente 70 centímetros o menos. Los errores comunes de los principiantes incluyen configurar el caracol con los mangos en las ubicaciones incorrectas para adaptarse al cuerpo, configurar la hoja en los ángulos de giro hacia adentro y hacia arriba incorrectos para adaptarse a las condiciones, elegir una hoja que es demasiado larga para el nivel de habilidad, no comenzar con un borde afilado y perseverar con uno desafilado durante el uso, picar o cortar la hierba, tratar de cortar una franja de hierba demasiado ancha de una vez y golpear el suelo con la cuchilla. Históricamente, los principiantes confiaban en los mentores para ayudarlos a configurar y mantener su guadaña y para enseñarles a cortar el césped de manera cómoda y eficiente.

### La acción de cortar

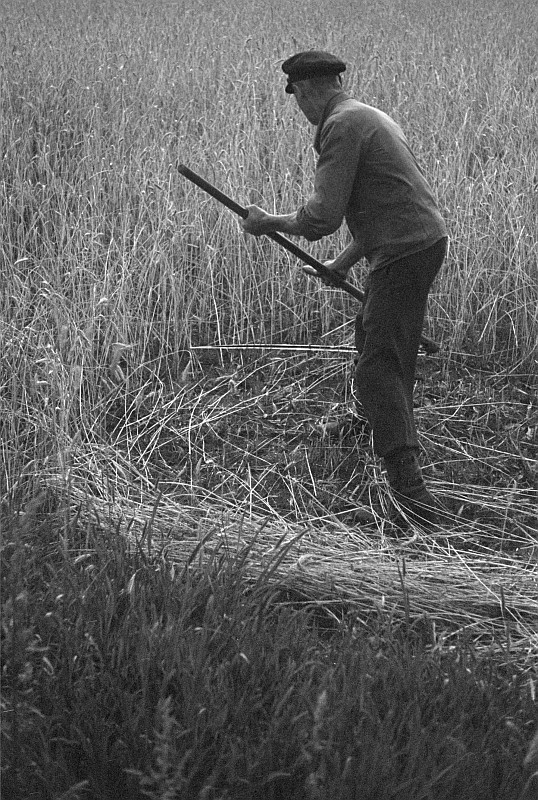
1. Comienzo del trazo después de avanzar en la franja. Siega centeno en 1945
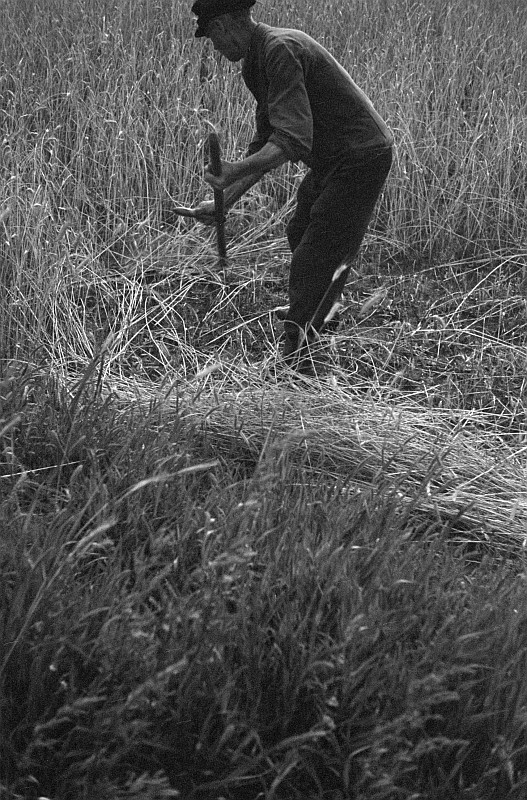
2. Girando a la izquierda en el corte y profundizando la franja
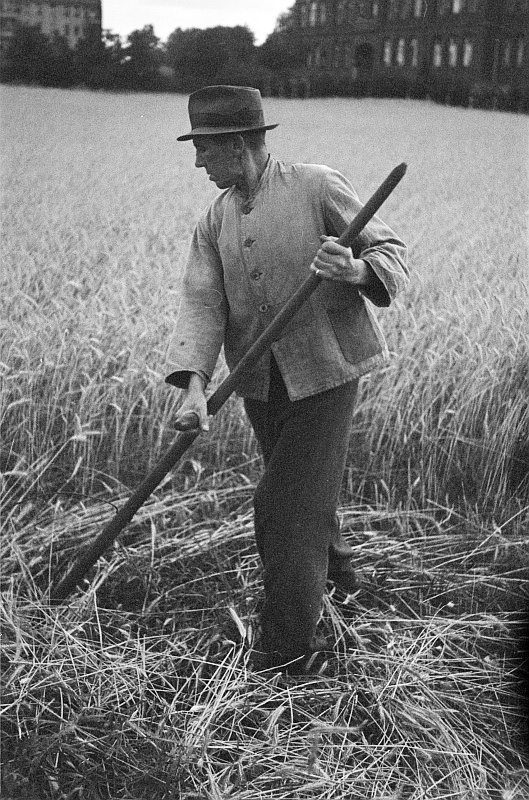
3. Finalización del trazo y depósito en la hilera a la izquierda

### Afilado
Una tarea importante para su correcto funcionamiento es el afilado o picado. Para que el filo corte suavemente la hierba de forma que el segador deba realizar menos esfuerzo hay que afilarlo cada cierto tiempo, ya que los golpes con ramitas o piedras lo desgastan bastante. Esto se realiza normalmente dando pequeños golpes al filo con un martillo especial dedicado a tal efecto, a modo de yunque sobre una especie de clavo hincado en el suelo y también diseñado para esta labor.
Una forma más rápida, aunque menos eficiente con filos muy desgastados, es el uso de una piedra de afilar. Esta operación se puede realizar más a menudo, incluso en un momento sin tener que abandonar la siega. El borde cortante de una hoja de guadaña tensada se mantiene mediante granallado ocasional seguido de pulido frecuente. El granallado reforma el borde maleable martillando. El propósito de esta tarea es crear el perfil de borde deseado, para endurecer por trabajo localmente el metal y eliminar muescas y abolladuras menores. Para cortar hierba fina, el ángulo de bisel puede ser extremadamente fino, mientras que para trabajos más gruesos se crea un ángulo más grande para dar un borde más robusto. El granallado requiere cierta habilidad y se realiza con un martillo para martillar y yunques especiales o con una plantilla para martillar. Históricamente, se establecía una estación de granallado en el borde del campo durante la cosecha, pero ahora es más probable que vuelva al taller.
En el siguiente ejemplo, se está afilando una hoja de guadaña corta que se usa para limpiar zarzas. Antes de llevarla al bosque, la hoja se martilla en el taller: esto reforma el acero maleable para crear un perfil de borde que luego se puede afilar. El granallado se realiza solo ocasionalmente; la frecuencia depende de la dureza del acero y la naturaleza del trabajo. La cuchilla austriaca que se muestra se usa para cortar zarzas de tallo duro y se machaca aproximadamente cada treinta horas de trabajo. Las muescas y los cortes en el borde de la hoja generalmente se pueden eliminar de la hoja martillando y formando un nuevo perfil de borde para bruñir.
Aquí se utiliza una plantilla de granallado, pero las hojas se pueden granallar libremente utilizando varios diseños de yunques de granallado. La plantilla de granallado que se muestra tiene dos tapas intercambiables que establecen diferentes ángulos: primero se coloca un ángulo grueso a unos 3 mm del borde y luego se coloca el ángulo fino en el borde, dejando un borde que se presta para ser bruñido fácilmente. Luego, la hoja se afila con piedras de afilar cada vez más finas y luego se lleva al campo. En el campo, la cuchilla se afila usando una piedra de afilar fina y ovoide (o goma), de grano fino para la hierba, más gruesa para los cultivos de cereales. El afilado se realiza en el momento en que el cortacésped detecta que el borde se ha salido; esto puede ser cada media hora o más dependiendo de las condiciones. La piedra de afilar laminada que se muestra aquí tiene dos grados de piedra y se lleva al campo empapada en una funda llena de agua en el cinturón. Se instala una rebaba en el exterior de la hoja al frotar la hoja en el interior; luego se quita la rebaba frotándola suavemente por fuera. Hay muchas opiniones, tradiciones regionales y variaciones sobre cómo hacer esto exactamente; algunos países de Europa del Este incluso instalaron las rebabas en el interior.

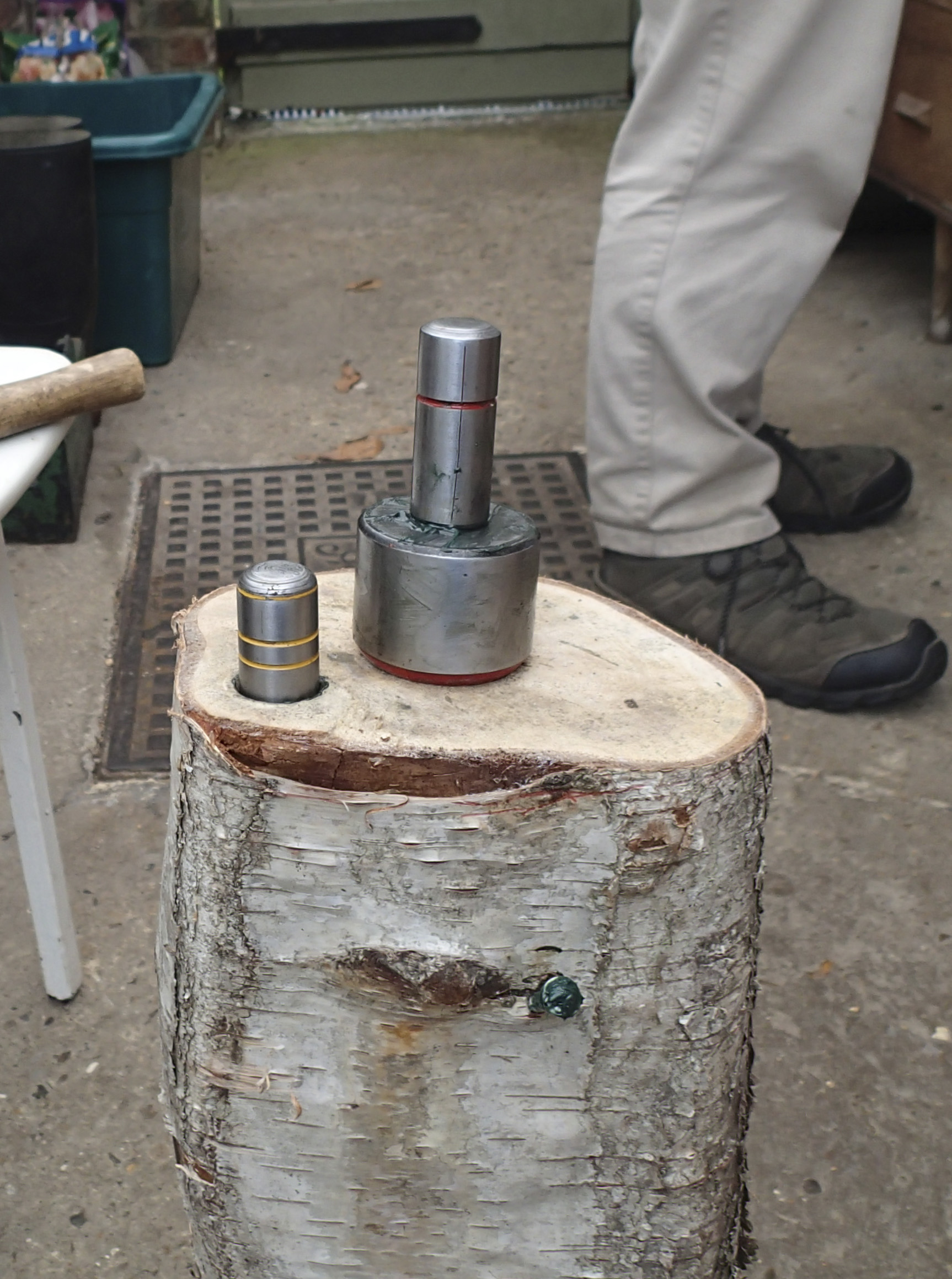
Un yunque de plantilla de granallado. Tenga en cuenta las dos tapas codificadas por colores.
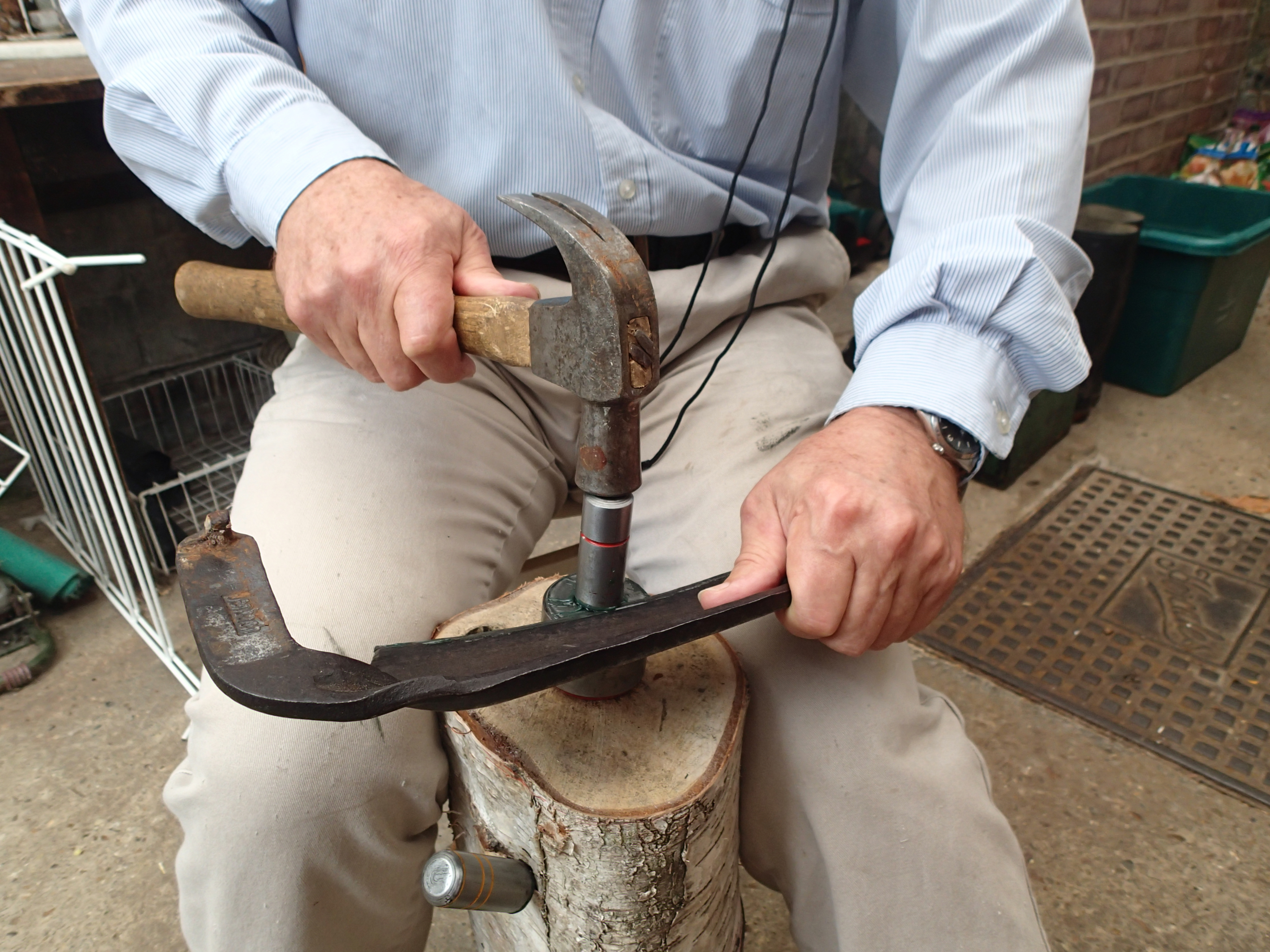
Golpeando la hoja de una guadaña usando la plantilla
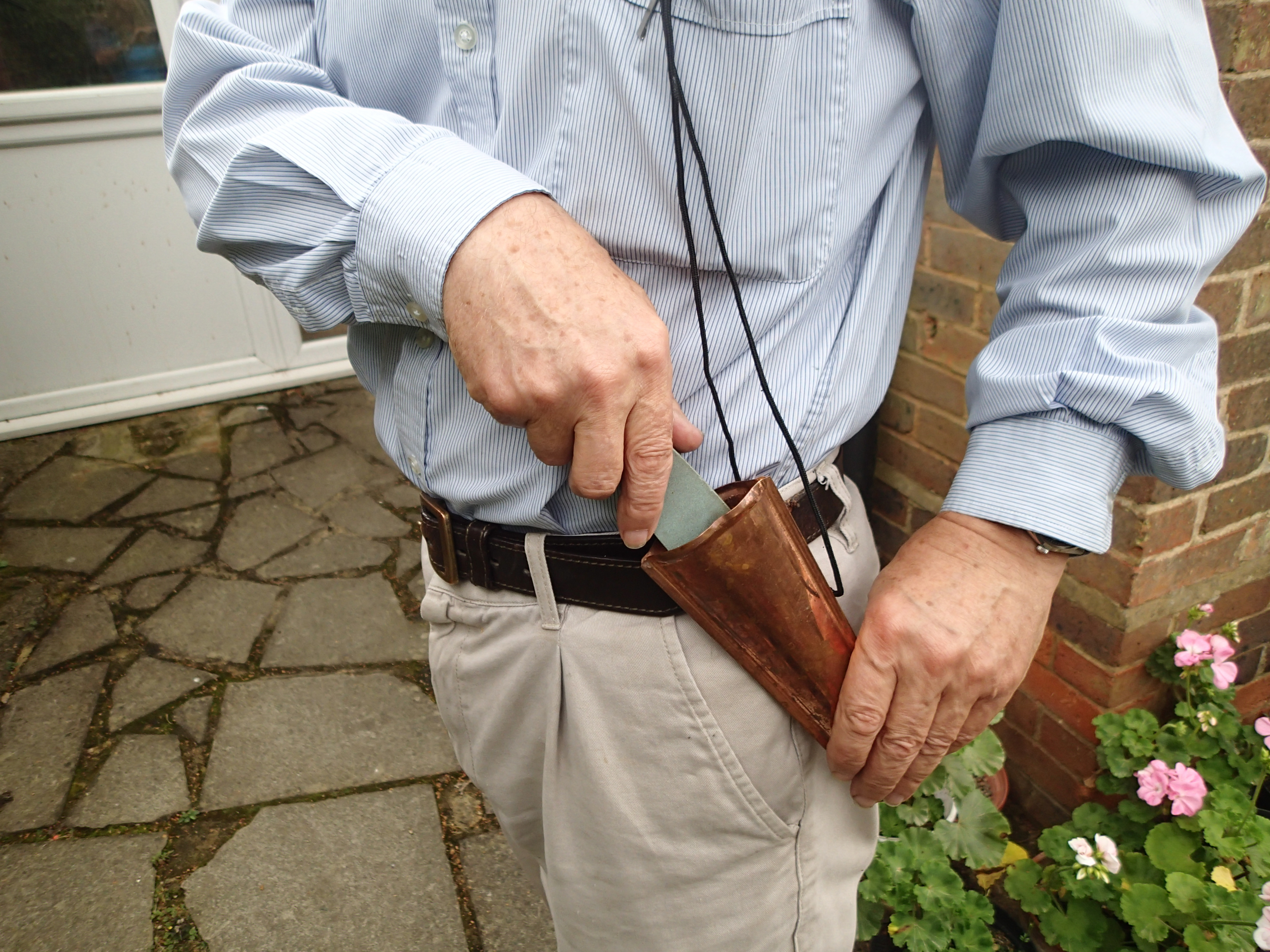
Una piedra de afilar ovoide típica empapada en una vaina llena de agua
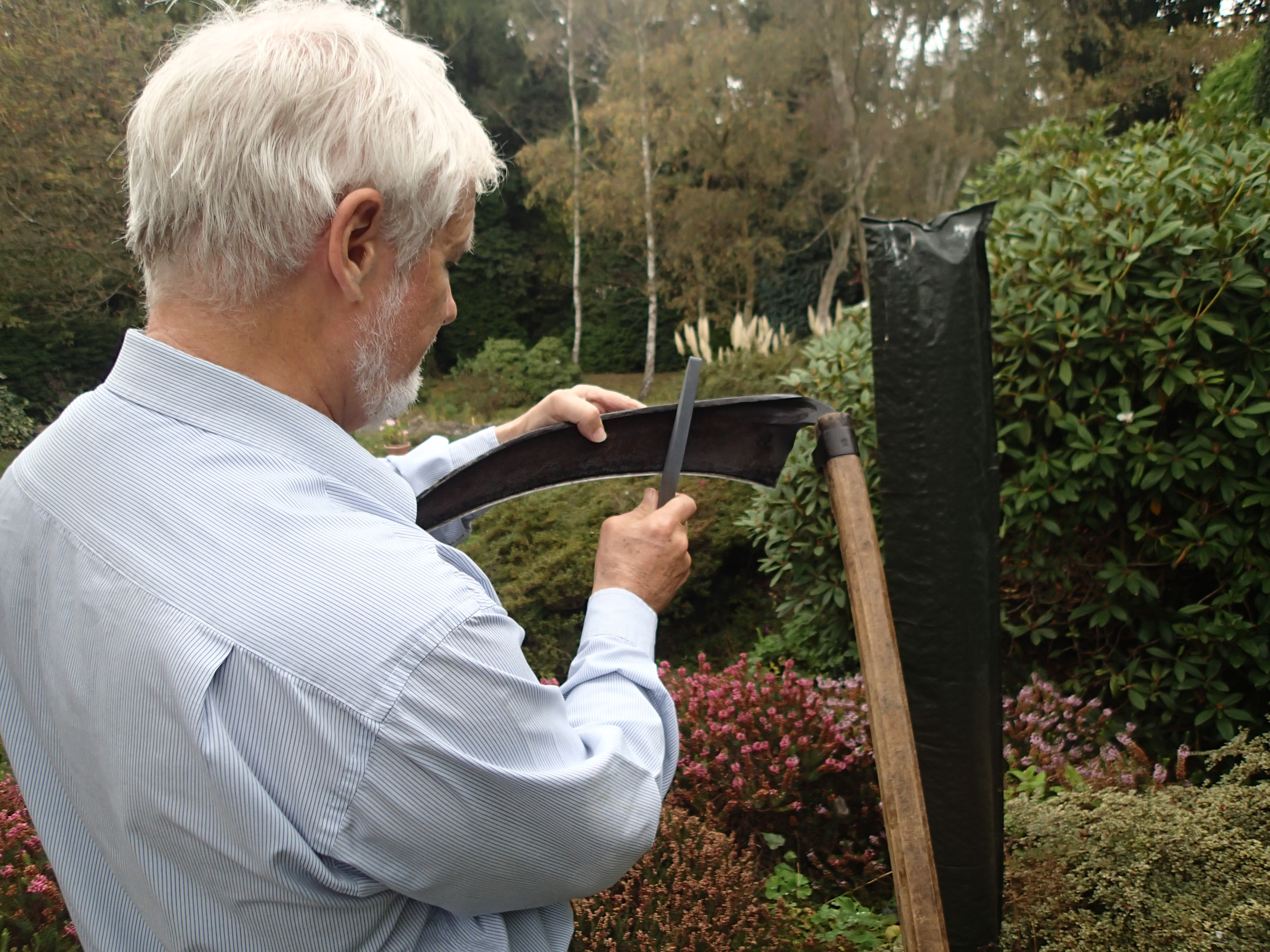
Colocación de una rebaba en el exterior de la cuchilla al afilar en el interior
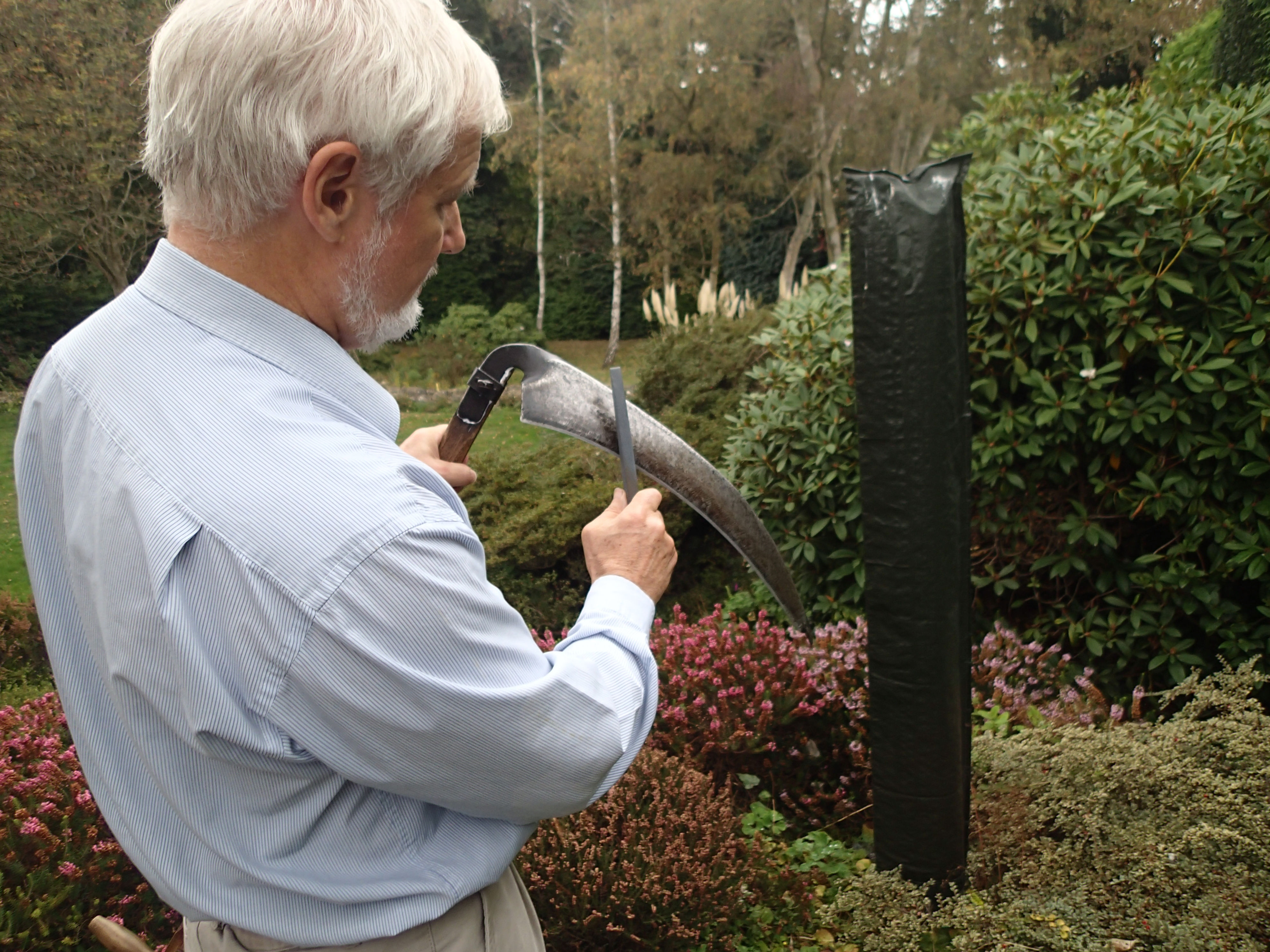
Quitar la rebaba del exterior de la hoja afilando el exterior
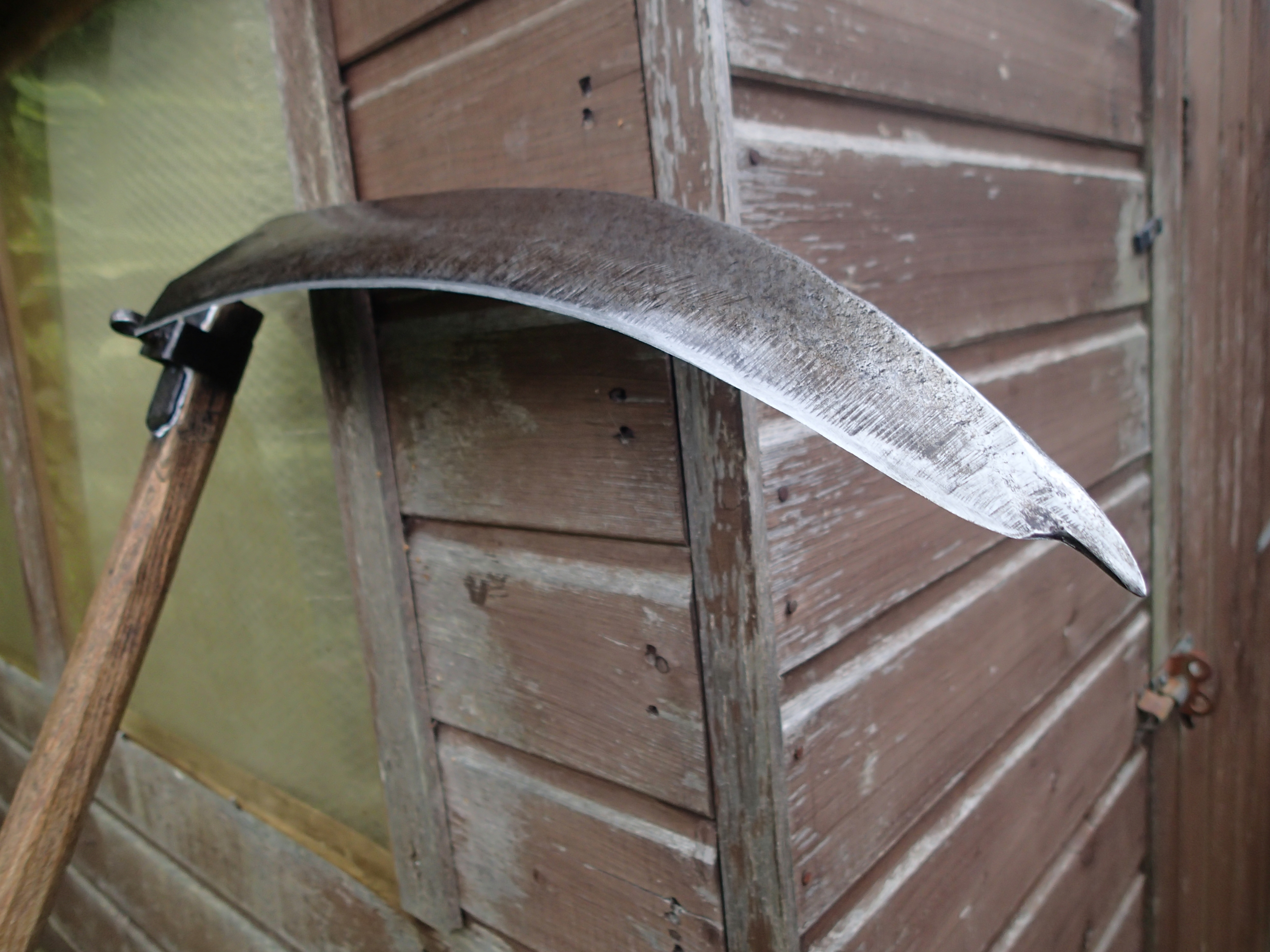
La hoja terminada
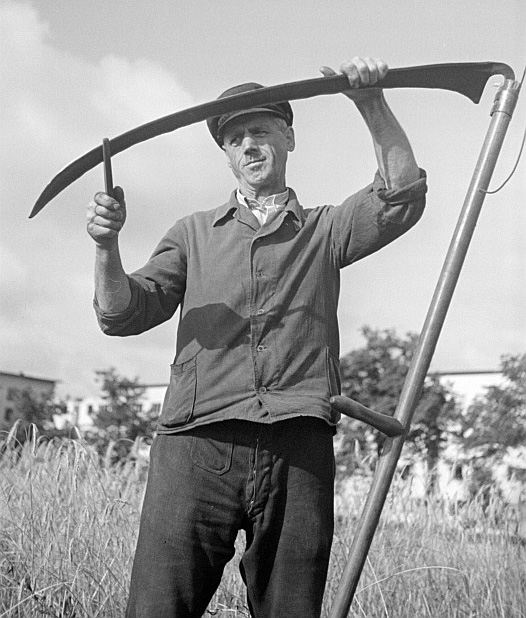
Imagen de una cosecha de centeno de 1945, que muestra una hoja muy larga que se afila en el trabajo. Arreglo de las rebabas
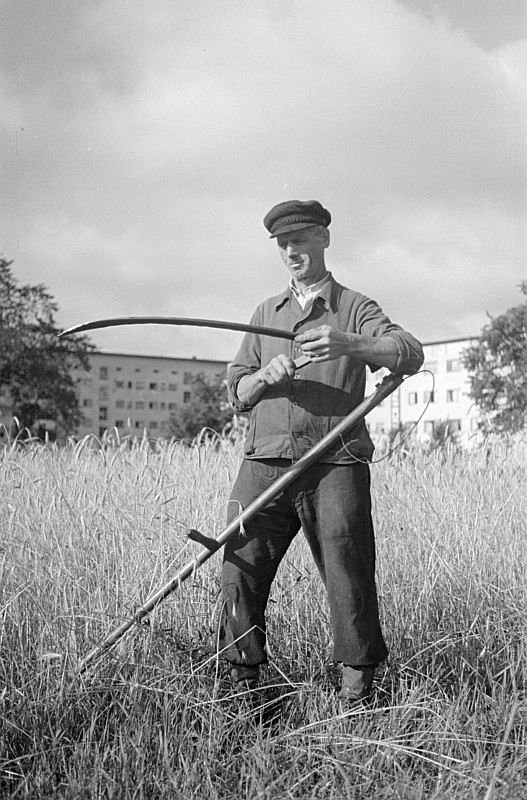
Eliminando la rebaba en la cara exterior, listo para cortar de nuevo

A diferencia de las hojas de Europa continental, las hojas típicas de estilo americano, inglés y nórdico están hechas de acero más duro y generalmente no se martillan por el riesgo de romperlas. La hoja más dura mantiene el borde por más tiempo y requiere un afilado menos frecuente en el campo, pero después de un uso intenso o daño, el borde debe volver a formarse mediante pulido. Debido a la mayor resistencia al desgaste del acero duro y, como resultado, a la menor necesidad de bruñir, esto generalmente solo debe hacerse de 1 a 3 veces por temporada. Muchos ejemplos tienen una construcción laminada con un núcleo duro resistente al desgaste que proporciona el borde y lados más blandos que proporcionan resistencia. En las hojas americanas e inglesas, el acero del borde suele estar revestido por ambos lados con hierro resistente, mientras que algunas hojas laminadas nórdicas tienen una capa de hierro solo en la parte superior, y el acero del borde comprende la capa inferior.

## Cultura popular
La imagen de la muerte se suele representar como un espectro con capucha y que porta una guadaña. En inglés, su nombre Grim Reaper que se entendería como Segador Siniestro[cita requerida] se debe a que viene por las almas de los demás para cosecharlas en el otro mundo. La guadaña era utilizada para segar cereales en lo que se sabe del tiempo más allá de unos 100 años antes de Cristo, por lo tanto, esto es una clara analogía a segar las vidas de los seres humanos. Muchas veces es representada como un arma de guerra en películas y diversas obras de ciencia ficción debido a su forma amenazante, siendo en realidad una herramienta agrícola; ya que para la guerra se adaptaron otras formas para la hoja dando origen a la guadaña de guerra.